# Wywłoka (rodzaj)
Wywłoka (Hydrobius) – rodzaj chrząszczy z rodziny kałużnicowatych, podrodziny Hydrophilinae i plemienia Hydrobiusini.

## Morfologia
Ciało jest umiarkowanie wysklepione. Przedplecze jest wyraźnie szersze niż dłuższe. Tarczka jest dobrze widoczna, z tyłu zaostrzona. Pokrywy mają gładkie, niepiłkowane krawędzie. Przedpiersie jest płaskie lub nieco wyniesione pośrodku, zawsze pozbawione kila czy żeberka. Śródpiersie ma wyrostek w postaci mniej lub bardziej wyniesionej listewki poprzecznej i pozbawione jest kila. Odnóża tylnej pary mają uda owłosione przynajmniej w nasadowej połowie. Na spodzie odwłoka widocznych jest pięć wolnych sternitów (od trzeciego do siódmego), z których ostatni ma krawędź tylną u wierzchołka z wykrojeniem porośniętym grubymi szczecinkami. Elementy strydulacyjne na trzecim laterosternicie mają postać bezładnie i gęsto rozmieszczonych, haczykowatych włosków mikroskopowych (mikrotrichii) i nie są zorganizowane w listewki.

## Ekologia i występowanie
Chrząszcze wodne, w większości zasiedlające wody stojące. W wodzie żyją zarówno larwy, jak i owady dorosłe, natomiast na lądzie następuje przepoczwarczenie.
Rodzaj holarktyczny. Wszystkie gatunki występują w Palearktyce, a jeden ponadto w krainie nearktycznej. W Europie stwierdzono cztery gatunki, z których tylko wywłokę rdzaworogą wykazano z Polski. Dwa gatunki są endemitami Chin, a jeden endemitem Japonii.

## Taksonomia i ewolucja
Takson ten wprowadzony został w 1815 roku przez Williama Elforda Leacha. W 1838 roku Frederic William Hope dokonał wyznaczenia Dytiscus fuscipes jego gatunkiem typowym. W 1844 roku Étienne Mulsant utworzył Hydrobiaires – takson rangi ponadrodzajowej od rodzaju Hydrobius, który rangę plemienia Hydrobiini w obrębie podrodziny Hydrophilinae zyskał w systemie wprowadzonym w pracach z 1916 i 1919 roku przez Armanda d’Orchymonta. W 1909 roku Edmund Reitter wprowadził rodzaj Limnohydrobius dla Hydrobius convexus, jednak został on później zsynonimizowany z Hydrobius. W 2017 roku Andrew E.Z. Short, Jeffrey Cole i Emmanuel F.A. Toussaint na podstawie wyników molekularnej analizy filogenetycznej zmienili definicję rodzaju i przywrócili do klasyfikacji rodzaj Limnohydrobius dla czterech gatunków spokrewnionych z Hydrobius dalej niż jest on spokrewniony z trzema innymi rodzajami.
Do rodzaju tego należą:
- Hydrobius arcticus Kuwert, 1890
- †Hydrobius confixus Scudder, 1890
- †Hydrobius couloni Heer, 1862
- †Hydrobius decineratus Scudder, 1878
- Hydrobius fuscipes (Linnaeus, 1758) – wywłoka rdzaworoga
- †Hydrobius longicollis Heer, 1847
- †Hydrobius maceratus Scudder, 1900
- Hydrobius nauckhoffi Heer, 1870
- Hydrobius pauper Sharp, 1884
- †Hydrobius prisconatator Wickham, 1911
- Hydrobius pui Jia et Feng-Long, 1995
- Hydrobius punctistriatus Jia et Feng-Long, 1995
- Hydrobius rottenbergii Gerhardt, 1872
- Hydrobius subrotundus Stephens, 1829
- †Hydrobius titan Wickham, 1913

Wyniki molekularnych analiz filogenetycznych wskazują na zajmowanie przez ten rodzaj pozycji siostrzanej dla kladu obejmującego rodzaje Sperchopsis, Ametor i Hydrocassis. Według wyników analizy Emmanuela F.A. Toussainta i Andrew E.Z. Shorta z 2017 roku metodą BioGeoBEARS linie ewolucyjne Hydrobius i tego kladu rozeszły się pod koniec kredy późnej. Z kolei wszystkie te cztery rodzaje tworzą klad siostrzany dla Limnohydrobius. Zapis kopalny rodzaju znany jest od oligocenu.